# Екологічна парадигма
Екологічна парадигма (сучасна), системна парадигма, сформульована В. Д. Федоровим (1977) парадигма, згідно з якою екосистема є головним об'єктом сучасної  екології. Переважаючий сьогодні інтегративний (цілісний, холістичний або голологічний) підхід являє собою основу  системної екології. Саме екосистема, а не особи,  популяції і навіть не угруповання, є специфічним (унікальним) об'єктом екології. Організми (особини), що утворюють прості і складні спільноти, взаємодіють одна з одною не взагалі, а в реальному просторі біотопу. При цьому біоценоз не утворює самостійної системи, оскільки у взаємодію популяцій включається і середовище (біотоп), яке виступає як елемент матеріальної системи. Біотоп і організми, що його населяють, утворюють якусь функціональну єдність, названу А. Тенслі  екосистемою, а В. М. Сукачовим — біогеоценозом. На цьому рівні живе об'єднується з неживим, але все разом слід розглядати, за В. Н. Беклемішевим (1964), як утворення живого, бо неживі компоненти входять у всі рівні організації живого. Експериментально (математично) було показано, що стійка екосистема може бути змодельована тільки в тому випадку, якщо в розгляд вводяться і косні елементи біогеоценозу (Полєтаєв, 1966; Еман, 1966; Ляпунов, 1969).

## Ресурси Інтернета
- Дедю И. И. Экологический энциклопедический словарь. — Кишинев, 1989 [Архівовано 24 жовтня 2016 у Wayback Machine.]
- Словарь ботанических терминов / Под общ. ред. И. А. Дудки. — Киев, Наук. Думка, 1984 [Архівовано 31 жовтня 2016 у Wayback Machine.]
- Англо-русский биологический словарь (online версия) [Архівовано 6 листопада 2016 у Wayback Machine.]
- Англо-русский научный словарь (online версия) [Архівовано 21 жовтня 2016 у Wayback Machine.]